# (225088) Gonggong
225088 Gonggong, antigament 2007 OR10 (símbol: ), és un possible planeta nan orbitant el Sol més enllà de Neptú. És membre del disc dispers, un grup d'objectes transneptunians (TNOs) amb alta excentricitat. Va ser descobert el juliol del 2007 pels astrònoms estatunidencs Megan Schwamb, Michael Brown, i David Rabinowitz a l'Observatori de Palomar. El descobriment es va anunciar el gener del 2009.
Amb un diàmetre de 1.230 km, Gonggong és el cinquè cos més gros del sistema solar més enllà de l'òrbita de Neptú i és probable que tingui una forma gravitacionalment arrodonida, aconseguint així l'estatus de planeta nan.
Gonggong és actualment l'objecte més gros conegut del Sistema Solar sense nom oficial. El 2019, els descobridors van acollir una enquesta en línia perquè el públic escollís entre tres noms suggerits.
L'objecte apareix vermellós, a causa de la presència de components orgànics anomenats tolins a la seva superfície. Pot ser que tingui una atmosfera de metà que a poc a poc s'escapa a l'espai. L'aigua també està present a la seva superfície en forma de gel, la qual cosa suggereix un període breu d'activitat criovolcànica en un passat llunyà. Gonggong té un satèl·lit natural conegut, Xiangliu.